# Network Driver Interface Specification
Network Driver Interface Specification (NDIS) は、ネットワークカードのためのAPIの一種である。マイクロソフトとスリーコムが共同で開発し、主に Microsoft Windows で使われているが、オープンソースの NdisWrapper や Project Evil のドライバラッパーにより、NDIS準拠のネットワークカードの多くが Linux や FreeBSD で利用可能となっている。BeOS から派生した ZETA はいくつかの NDIS ドライバをサポートしている。
NDIS はOSI参照モデルにおけるデータリンク層（7層のうちの第2層）の上側のサブレイヤーである論理リンク制御 (LLC) に相当し、第2層と第3層（ネットワーク層）の間のインタフェースとして機能する。下側のサブレイヤーは 媒体アクセス制御 (MAC) デバイスドライバである。
NDIS はラッパー (wrapper) と呼ばれる機能群のライブラリであり、下位のハードウェアの複雑さを隠蔽し、第3層のネットワークプロトコルドライバとハードウェアレベルのMACドライバに標準化されたインタフェースを提供する。同様な LLC 機能を提供するものとして Open Data-Link Interface (ODI) がある。
Wireless Zero Configuration (WZC) のコンポーネントとして、 NDIS User Mode I/O (NDISUIO) プロトコルドライバがある。これはマイクロソフト製のドライバで Windows XP に含まれている。通常、IEEE 802.3ドライバ（ミニポート）と共にインストールされる。
各 Windows のバージョンでサポートされている NDIS バージョンは以下の通り。
- NDIS 2.0: MS-DOS, Windows for Workgroups 3.1
- NDIS 3.0: Windows for Workgroups 3.11, NT 3.5
- NDIS 3.1: Windows 95
- NDIS 4.0: Windows 95 OSR2, NT 4.0
- NDIS 4.1: Windows 98, NT 4.0 SP3
- NDIS 5.0: Windows 98 SE, Me, 2000
- NDIS 5.1: Windows XP
- NDIS 5.2: Windows Server 2003
- NDIS 6.0: Windows Vista
- NDIS 6.1: Windows Vista SP1, Server 2008
- NDIS 6.2: Windows 7, Server 2008 R2
- NDIS 6.3: Windows 8, Server 2012
- NDIS 6.4: Windows 8.1, Server 2012 R2
- NDIS 6.50: Windows 10 1507
- NDIS 6.51: Windows 10 1511
- NDIS 6.60: Windows 10 1607, Windows Server 2016
- NDIS 6.70: Windows 10 1703
- NDIS 6.80: Windows 10 1709
- NDIS 6.81: Windows 10 1803
- NDIS 6.82: Windows 10 1809, Windows Server 2019
- NDIS 6.83: Windows 10 1903